# Рамнулфиди
Рамнулфидите или Дом дьо Поатие (на френски: Ramnulfides ou maison de Poitiers) са благородническа фамилия от франкски произход, управлявала от средата на 9 век до 13 век в графствo Поатие и херцогство Аквитания. Понеже произлизат от графския род Оверн, те са наричани също като Дом Оверн-Поатие.
Главната линия прекъсва през 1137 г. Наследничка на Поатие и Аквитания e Елеонор Аквитанска (* 1122; † 1204), съпругата (1137–1152) на френския крал Луи VII (* 1120; † 1180) и (1152–1189) на английския крал Хенри II (* 1133; † 1189), който чрез този брак получава целия югозапад на Франция.
Друг важен член на фамилията е Агнес Поатиенска, съпруга на римско-немския император Хайнрих III и регентка на Свещената Римска империя от 1056 до 1062 г.